# Gaufrier (bande dessinée)

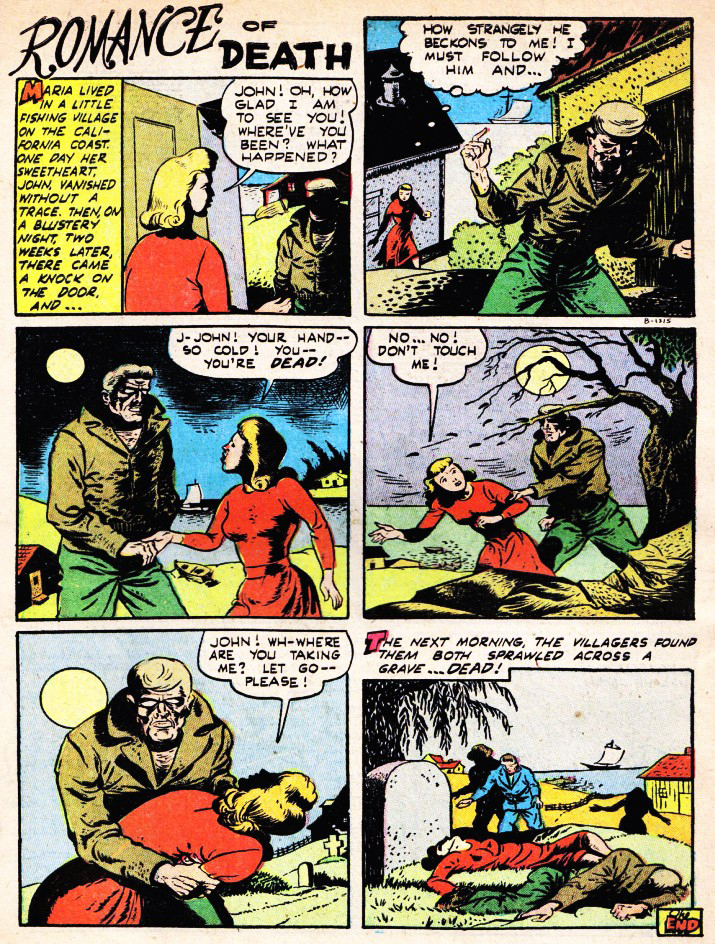
Exemple de gaufrier (3 bandes de 2 cases identiques)

Le gaufrier est une mise en page pour les pages de bande dessinée.

## Description
Le gaufrier est le découpage le plus classique. Il consiste à utiliser des cases de tailles identiques qui donnent à la planche une allure de grille ou de gaufrier. On parle aussi de composition régulière.
C'est la façon la plus simple d'ordonner la page. Elle permet de publier la bande dessinée sous plusieurs mises en forme (en album ou en strip par exemple). Le choix du gaufrier est donc parfois lié à une technique d'impression.

## Historique
Le gaufrier est aujourd'hui utilisé notamment par la génération de L'Association (Joann Sfar, Emmanuel Guibert dans Les Olives noires etc.).